# 西インド諸島海賊掃討作戦
西インド諸島海賊掃討作戦（にしインドしょとうかいぞくそうとうさくせん、英: West Indies Anti-Piracy Operations）は、19世紀前半にアンティル諸島とその周辺海域で、アメリカ海軍が海賊の殲滅を狙った作戦である。1817年から1825年、アメリカ海軍は主にキューバとプエルトリコ周辺の海上と陸地で海賊の追跡を続けた。1825年にロベルト・コフレシを捕まえた後、海賊の行動が希なものとなり、作戦は成功と考えられた。ただし、20世紀に入ってもそこそこの海賊行為はおこっていた。

## 掃討作戦

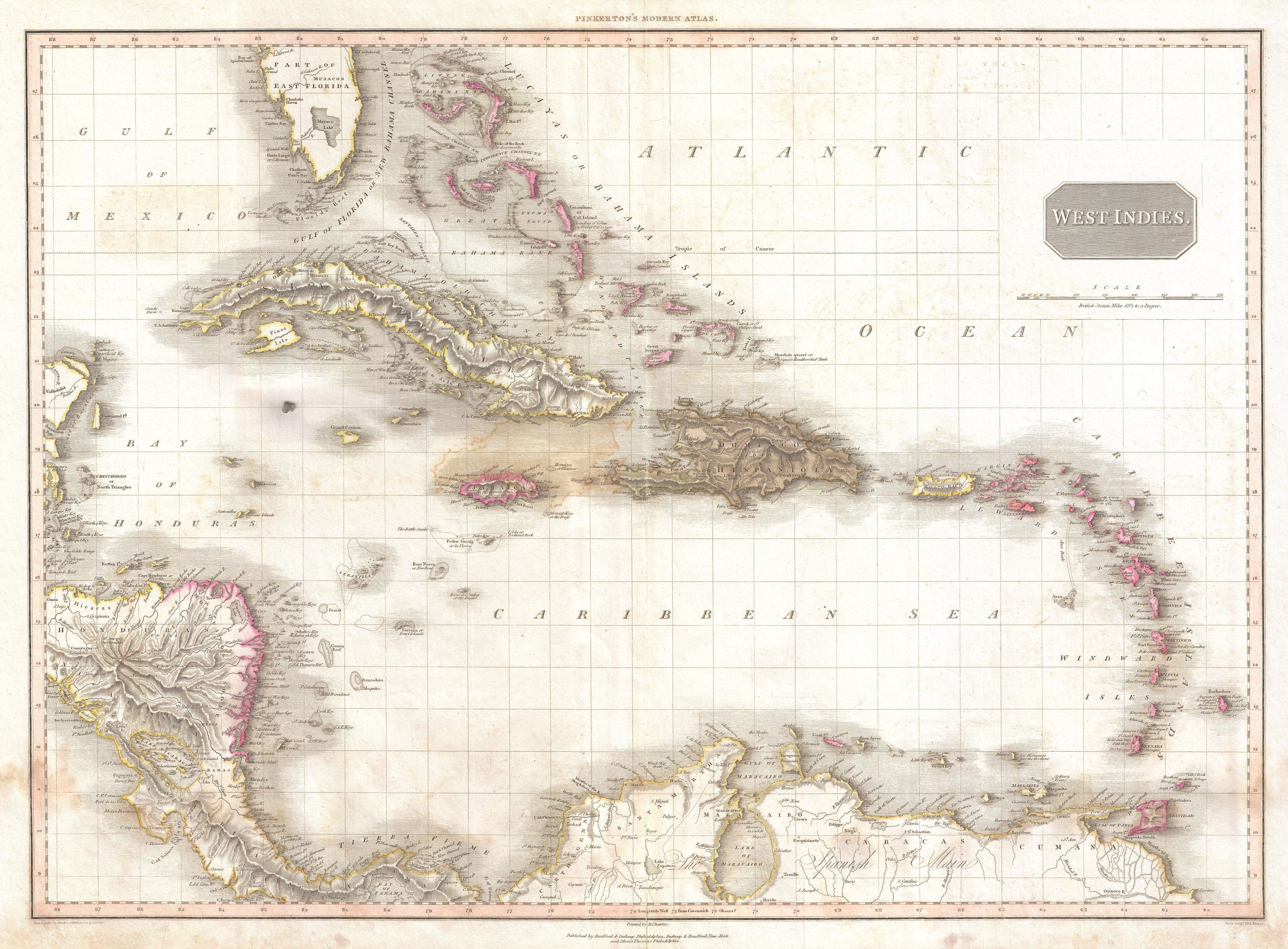
1800年代初期の西インド諸島

### 原因
アメリカ海軍と密輸監視隊の艦船は、1822年までの数年間、カリブ海とメキシコ湾で海賊と奴隷貿易を取り締まっていた。1822年には専用の戦隊が結成された。1821年9月にアメリカの商船3隻が海賊に攻撃されて捕まえられたことで、アメリカ合衆国議会はジェームズ・ビドル海軍代将にカリブ海を対象とする戦隊結成を認めた。その戦隊はフリゲート艦2隻（USSマケドニアン、USSコングレス）、コルベット艦2隻（USSサイアン、USSジョン・アダムズ）、スループ・オブ・ウォー2隻（USSホーネット、USSピーコック）、ブリッグ艦2隻（USSスパーク、USSエンタープライズ）、スクーナー4隻（USSグランパス、USSアリゲーター、USSシャーク、USSパーポイズ）で構成された。砲艦第158号と第168号の2艦も加わり、兵員は1,500名以上になった。この艦隊が派遣されるまでは、艦船の単独行動が行われていた。アメリカ西インド諸島戦隊の存在した数十年間で、スペイン、ベネズエラ、キューバ、プエルトリコの海賊との対決を続けることになった。その行動の多くは海賊船を沈めるか捕獲することで終わったが、海賊が海岸に逃げてしまうことも多かった。

### 1817年 - 1821年
西インド諸島の海賊に対する作戦に最初に従事したアメリカの艦船は、スクーナーのUSSエンタープライズ、USSノンサッチ、USSリンクスと砲艦の158号、168号であり、1817年から1822年まで動員された。これらの艦船は全て単独で行動し、戦隊が設立されるまで指揮官が居なかった。この時期の海賊の多くはラテンアメリカのものであり、私掠船を兼ねていた。スペインに対する革命が広がり、革命政府もスペインも私掠免許状を発行した。私掠船はアメリカ商船を捕獲し、その乗組員を攻撃することが多かったので、海賊と呼ばれることになった。1819年、アメリカ合衆国大統領ジェームズ・モンローが、フリゲート艦USSコンステレーション、コルベット艦USSジョン・アダムズ、USSノンサッチの戦隊で、オリバー・ハザード・ペリー代将をベネズエラに派遣した。ペリーが受けていた命令は、ベネズエラ私掠船に捕獲されたアメリカ商船の返還を要求し、二度とアメリカ商船に対する私掠行為を行なわないよう保証を取り付けることだった。ペリーはその任務を完遂して、条約が8月11日に調印されたが、その帰路にトリニダード島で黄熱病のためにペリーが急逝したので、合意が取り消された。1817年12月22日、ジョン・アダムズが海賊のルイ・オーリーに対して、フロリダ州アメリア島の基地を明け渡させた。後にジョン・アダムズはビドル代将戦隊の旗艦になった。
1820年までに、海賊や私掠船との敵対関係が強くなり始め、アメリカ合衆国の艦船が何度か海戦を行ったが、この年に全部で27隻のアメリカ商船が捕まっていた。1818年から1821年の間に、USSエンタープライズはまずニューオーリンズ戦隊で、後に西インド諸島戦隊で従事し、13隻の海賊船と奴隷船を捕獲した。1819年10月24日、J・R・マディソン海軍大尉の指揮していたUSSリンクスがメキシコ湾で2隻の海賊スクーナーと2隻の船を捕獲し、11月9日にはガルベストン湾で別の海賊船を捕まえた。USSリンクスはジャマイカに向けて航行していた1820年1月に行方不明となり、嵐のために沈んだ可能性がある。その乗組員の誰も見つからなかった。
1821年10月、USSエンタープライズがキューバのアントニオ岬沖で航行しているときに、4隻の海賊船に捕まえられていた3隻の商船を救うことになった。ボートが降ろされて、海賊を攻撃し、結果的に40人以上の海賊を殺し、2隻の海賊船を捕獲した。その1か月後、エンタープライズはアントニオ岬近くの海賊基地を攻撃し、その地域の海賊を一掃した。1821年9月、アメリカ商船3隻がキューバのマタンサス沖で虐殺された。1隻の乗組員は拷問され、その船は火を付けられたが、生存者はボートで岸まで辿り着いた。2隻目の商船では3人が殺され、3隻目は乗組員が乗ったまま焼かれた。この事件が海賊掃討作戦を継続する主要な理由の1つになった。
USSホーネットは1821年10月29日に、モスコーという名前の私掠スクーナー船を捕獲し、12月21日には戦わずして海賊船を捕まえたが、その乗組員は岸まで逃げた。
1821年12月16日、USSパーポイズのジェイムズ・ラメイジ大尉がアントニオ岬沖を航行しているときに、商船ブリッグボリーナを含め敵船5隻を発見した。海賊の幾らかは岸まで逃げたが、多くは抵抗したので、アメリカのボート5隻が海賊船5隻を焼いて破壊した。ボリーナは解放した。その報告書に拠れば、海賊3名が捕獲され、数名が殺された。1821年秋、ジョン・エルトン大尉の指揮するUSSスパークがボストンを出港し、対海賊作戦に割り当てられた戦隊に加わった。1822年1月、エルトンはオランダの国旗を掲げていた海賊のスループ船を捕まえた。7人の捕虜を裁判のためにチャールストンに連行した後、スパークはカリブ海に戻り、その後の3年間任務に留まった。この時までに西インド諸島戦隊が公式に結成されていた。

### 1822年 - 1823年

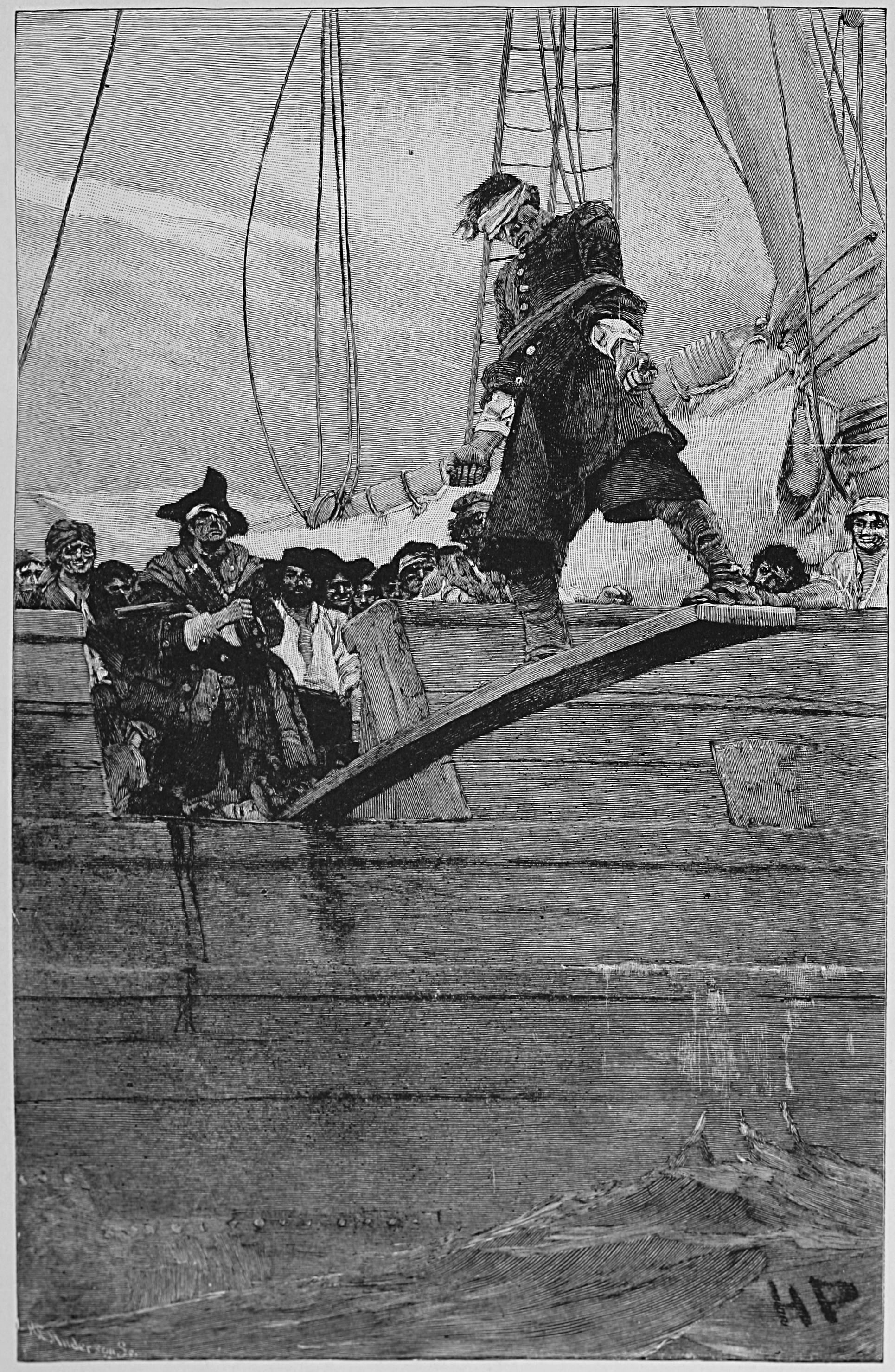
板の歩行、ハワード・パイル画

アメリカ海軍が海賊に対する作戦を始めると、イギリス海軍も即座に追従し、独自の西インド諸島戦隊を創設した。1822年と1823年にはイギリス海軍と海賊船の間に重要な海戦が3回起こった。1822年3月、USSエンタープライズのボート乗組員が、アントニオ岬に近いクリークで2隻のランチと4隻のボートを捕まえ、3月6日にはさらに8隻の船と150人以上の海賊を捕まえた。1822年7月、ウィリアム・スミス船長のイギリス商船が、スペインの海賊スクーナーエマヌエルに乗っ取られた。この海賊はイギリスの指揮官に「板の歩行」をやらせ、スミスが泳いで逃げようとしたときに、背中を銃で撃たれた。この船には船長の14歳になる息子も乗っていたが、子供が泣き叫ぶのを聞いていられなくなった海賊船長が、その頭を潰した。USSグランパスは1822年8月15日に、スペインの国旗を掲げたブリッグ船パリャーマに遭遇した。グランパス指揮官のグレゴリー大尉はこの船が海賊船ではないかと疑い近付いていったが、そのときにパリャーマが発砲したので、僅か3分半の戦闘が行われた。敵船に乗り移ると、海賊はプエルトリコから来たものであり、このようなときのために私掠許可状を持っていることが分かった。この許可状は偽物だったので、海賊を拘束し、キューバでスペイン当局に渡された。当時、アメリカ合衆国には捕まえた海賊を投獄する権限がなかったので、彼等をスペインに渡すのが通常の手続きだった。
アメリカ海軍はスペイン領土に上がった海賊を追撃することもできなかった。1822年4月、USSマケドニアンのデイビッド・ポーター代将は指揮任務に就くと、その最初の任務としてキューバ総督ドン・ニコラス・マーイ総司令官、およびプエルトリコ総督との交渉にあたった。どちらの総督も、アメリカ陸戦部隊の上陸要請を断ったが、これと同じ時期に、アメリカ合衆国政府は、遠隔地であれば西インド諸島戦隊が上陸させることを認めた。1822年9月28日から30日、ポーター代将はキューバのフンダ湾で海賊軍を攻撃し破壊した。9月28日にはまた、ピーコックがハバナから約60マイル (96 km) で、海賊で一杯のボートを捕獲した。その日の午後、ピーコックは商船のスピードウェルと出遭ったが、この商船はその数時間前に海賊に襲われたところだった。ピーコックのスティーブン・カッシン艦長はボートによる遠征隊を派遣し、4隻のスクーナーを捕獲したが、海賊の大半には逃げられてしまった。
1822年9月30日、イギリス海軍HMSタイン（大砲26門搭載）が商船スループエリザ（大砲1門搭載）を護衛しているときに、ファームユニオンという船名の海賊ファルーカ（大砲5門搭載）に攻撃された。それに続いた戦闘で、イギリス兵が乗り移り、海賊船を捕まえた。海賊10人が殺され、他の者は船を捨てて逃げ出した。1822年11月2日、密輸監視船USRCルイジアナが、USSピーコックやイギリス海軍のスクーナーHMSスピードウェルと共に、ハバナ沖で5隻の海賊船を捕まえた。1822年11月8日、USSアリゲーターのウィリアム・ハワード・アレン大尉が、5隻の商船を人質にしていた敵のスクーナー3隻に対する攻撃を指揮していたときに戦死した。9月11日の海戦では、2隻のスクーナーが捕獲され、少なくとも14名の海賊が殺された。アレン大尉が戦死したことによって、アメリカ合衆国海軍長官スミス・トンプソンは、この戦隊に新しい艦船を購入することをポーター代将に認めた。
ポーターは新しく喫水の浅いスクーナー8隻、大型艀5隻、蒸気駆動川船1隻、貨物用スクーナー1隻を購入した。8隻のスクーナーにはそれぞれ大砲5門を搭載し、USSビーグル、USSフェレット、USSフォックス、USSグレイハウンド、USSジャッカル、USSテリア、USSウィーゼル、USSワイルドキャットと命名された。貨物用スクーナーはUSSデコイ、蒸気船はUSSシーガルと命名された。1823年2月15日、この新しい戦隊はアメリカ合衆国を出てキューバに向かった。ビドル代将も新しい行動命令を受けており、まず地元に情報を与えた場合に限って人の住む地域に上陸部隊を送ることが可能になった。ビドルはまた海賊と対抗する他国の海軍と共同行動を採る命令も受けていた。1823年3月1日、キューバの南でイギリス海軍のHMSグレシアン（大砲6門搭載）がスクーナーのラカタ（大砲8門搭載）を捕獲した。この時の戦闘で30名の海賊が殺され、100名以上いた賊の中で3名のみが捕虜になった。1823年3月にはUSSフォックスがプエルトリコのサンフアンに派遣され、法的に免許状を発行された私掠船のリストと、それらに与えられた支持の詳細を取得することになっていた。フォックスが3月3日にサンフアン港に入ると、砲台から発砲された。何発かがフォックスに当たり、ウィリアム・H・コック大尉が致命傷を負った。ポーター代将は後にプエルトリコ総督からこの事件の謝罪を受け入れた。3月31日、イギリス海軍の艦船タインとHMSスラシアン（大砲18門搭載）が、悪名高い海賊船長カヤタノ・アラゴネスのザラゴサナ（大砲13門搭載）を破った。帆走しながらの闘いとなったこの戦闘では、イギリス艦2隻がザラゴサナをキューバのマタ港に追い込み、ボートを降ろしてその海賊船を捕獲した。海賊10名を殺し、28名を捕虜にしたが、イギリス艦の被害は微少だった。4月8日、アメリカの艀USSガリニッパーとUSSモスキートがアメリカの商船を解放した。海軍兵は海賊2人を殺し、1人を捕まえたが、大半には逃げられた。

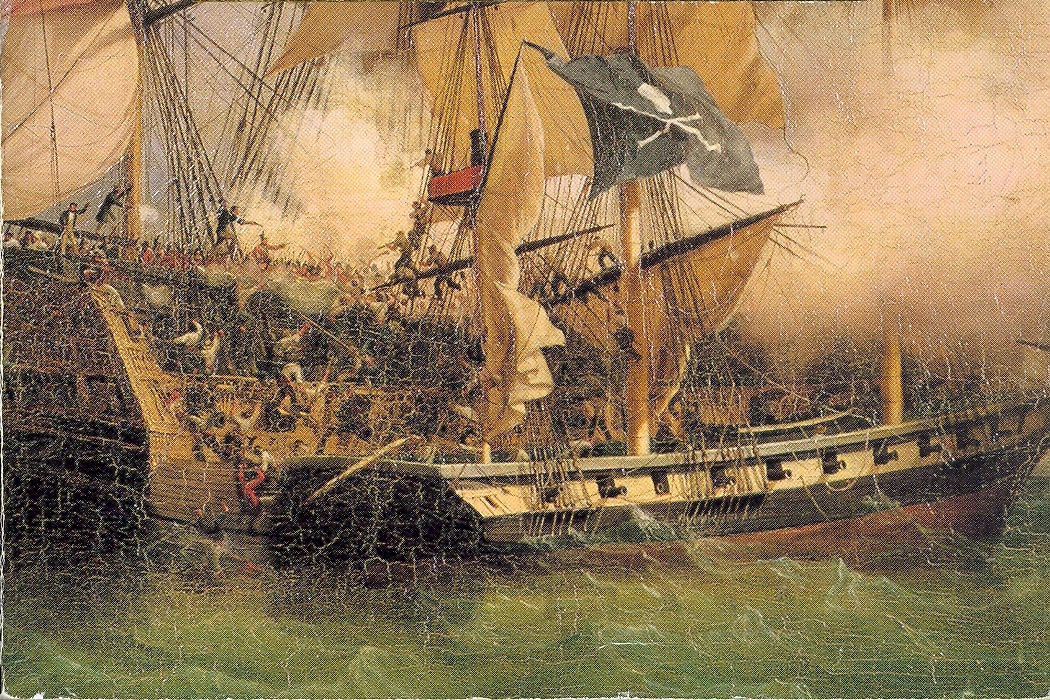
商船を攻撃するカリブ海の海賊、アンブローズ＝ルイ・ガーナレイ画

4月16日、モスキート、ガリニッパーおよびUSSピーコックが、キューバのコロラドス沖で1隻のファルーカを視認した。ピーコックがそのファルーカを捕獲することに成功したが、乗組員は岸に逃げ、そのスクーナーの3隻を自沈させた。
1823年6月アメリカのスクーナー、シボレスが海賊に捕まった後、グランパスがその乗組員を救出した。海賊は商船に静かに乗り移り、衛兵を殺し、残っている乗組員は船内の隅に追いつめた。海賊が船内を略奪し火を付けたところに、グランパスが到着し、燃えている船から乗組員を救出した。その数日後、海賊が別の商船を襲ったが、スペイン陸軍に発見され捕まえられた。6月にはUSSフェレットの乗組員が海賊と小競り合いを行った。ある事件の最中に、フェレットはマタンサス沖の浅い海で海賊船数隻を発見した。フェレットはまずその舷側の大砲で、海岸沿いに逃げていた船の2隻を沈めた。水深が浅かったためにボートを使って残っていた船を攻撃したが、アメリカ兵が近付くと、海賊達が発砲してボートに穴を明けたので、ボートはフェレットに戻った後で沈んだ。フェレットの唯一のボートが壊されたので、その後は偵察行動をするしかなく、海賊達は岸に揚がった。その日遅く、喫水の浅い小型船を調達し、ボートが沈んだ所に戻って海賊と戦おうとしたが、悪天候のために作戦は中止された。翌朝フェレットはイギリス商船と出会い、ボートを貰った。フェレットは再度マタンサス湾に戻ったが、前日に沈めた2隻の船が見つかっただけだった。
1823年7月5日、ウィリアム・H・ワトソン大尉が指揮するUSSシーガルが、艀のガリニッパーとモスキートと共に、マタンサス沖で海賊と戦った。そこは前年にアレン大尉が戦死した場所に近かった。アメリカ海軍の3艦はキューバのある村近くで、75名が乗り組む武装の厚いスクーナーに遭遇した。アメリカ海軍がその大砲で攻撃すると、そのスクーナーに着弾したので、その船長は撤退を始めた。さらに砲弾がスクーナーに当たり、海賊達は恐慌を来し、海に飛び込んで船を捨て始めた。艀がスクーナーに接近し、乗艦していた水兵と海兵が逃げる敵艦に一斉射撃を行い、その時に「アレン、アレン」と叫んでいた。海賊15名が岸まで辿り着いたが、アメリカ上陸部隊に攻撃された。さらに11名が殺され、最後に残った4名がキューバの村人によって捕まえられた。全体で海賊70名が殺され、5名だけが生き残った。7月21日、ビーグルとグレイハウンドの指揮官がキューバのカペクルスをボートで調査中に、岸からの狙撃を受けた。アメリカ兵はその母船に戻り、翌朝水兵と海兵を上陸させて、出来合いの砦を攻撃し破壊した。海賊は上陸部隊の攻撃を逃れたが、その基地は破壊され、数門の重砲は除去された。ラルフ・ボーヒーズの指揮したUSSシーガルが3月30日に海賊に捕らえられていた商船スクーナーパシフィケーションを取り返した。

### 1824年 - 1825年

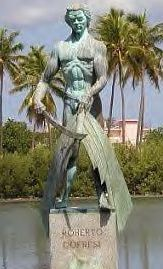
プエルトリコのカボロホにあるロベルト・コフレシの記念像

西インド諸島戦隊の歴史を通じて、熱帯性の疫病がアメリカの軍艦で流行ることが多く、その場合は母国に戻る必要があった。1824年1月までに西インド諸島戦隊の大半が、主に疫病のために呼び戻されたが、2月にはポーター代将指揮の戦隊が、USSファイアフライを旗艦として数か月間の作戦に戻り、7月には再度北に戻った。この期間、プエルトリコ海域の海賊が1825年半ばまで活動を強め初め、7月と8月には10隻のアメリカ商船が攻撃されたと報告された。このときはアメリカ海軍の数艦しか持ち場に残っていなかった。10月には戦隊の大半が持ち場に戻った。ポーター代将は1825年2月に任務を解かれ、メキシコ海軍に加わった。これは1824年10月にプエルトリコのスペイン当局がアメリカのUSSピーコック指揮官プラット大尉を拘束した後のことだった。この月、海賊がデンマーク領バージン諸島のセントトーマス島を襲撃し、アメリカ人の所有する企業から盗んだ5,000ドル相当の商品を持ってファハルドに戻った。このアメリカ人店主はプラット大尉にその商品の奪還を手伝ってくれるよう頼んだ。10月27日、プラットは海賊に気付かれないよう部隊員に民間人の服装をさせて上陸したが、その結果スペイン軍に逮捕され、海賊行為で告発された。プラットは何故制服を着ていないか説明したので、スペイン当局は隊員の1人が大尉の征服と任命書を持ってくることを認めた。持ってきたこれらの物を確認した後でアメリカ兵は釈放された。ポーター代将はこのことを知ると、USSジョン・アダムズ、ビーグル、グランパスを伴ってファハルドに向かった。そこでは11月14日に部隊を上陸させ、スペインからの謝罪を要求した。最終的にスペインは謝罪を公開することに同意したので、遠征隊は艦船に乗って戻った。アメリカ合衆国政府はポーター代将の行動に満足せず、軍法会議に掛けたうえでその任務から辞任させた。西インド諸島海賊に対するアメリカ軍の作戦は1825年に勝利を宣言して終わったが、その後も時として海賊行為は続いた。
1825年3月、ガリニッパーはフリゲート艦HMSダートマスとスクーナー艦HMSライアン、HMSユニオンに伴われ、キューバの海賊に対する作戦行動を行った。アメリカ海軍のアイザック・マッキーバー大尉がサグア・ラ・グランド河口で敵対的なスクーナーに対する攻撃を指揮した。アメリカとイギリスの戦隊はこの船を捕獲し、海賊8名を殺し、11名を捕獲したが、自軍は1名が負傷しただけだった。翌日、別のスクーナーが捕獲されたが、海賊は逃亡したので、無血でその船を確保した。有名な海賊ロベルト・コフレシが3月2日にUSSグランパスとスペインのスループ2隻にボカ・デル・インフィエルノ沖で敗れた。コフレシは成功した最後のカリブ海海賊だと見なされている。コフレシが1825年3月29日に処刑された後、この地域では暫くの間海賊行為は減少した。西インド諸島におけるアメリカ海軍の作戦任務は、1842年までにアメリカ海軍のホーム戦隊とブラジル戦隊に渡されることになった。